# Schloss Belmont (Andilly)

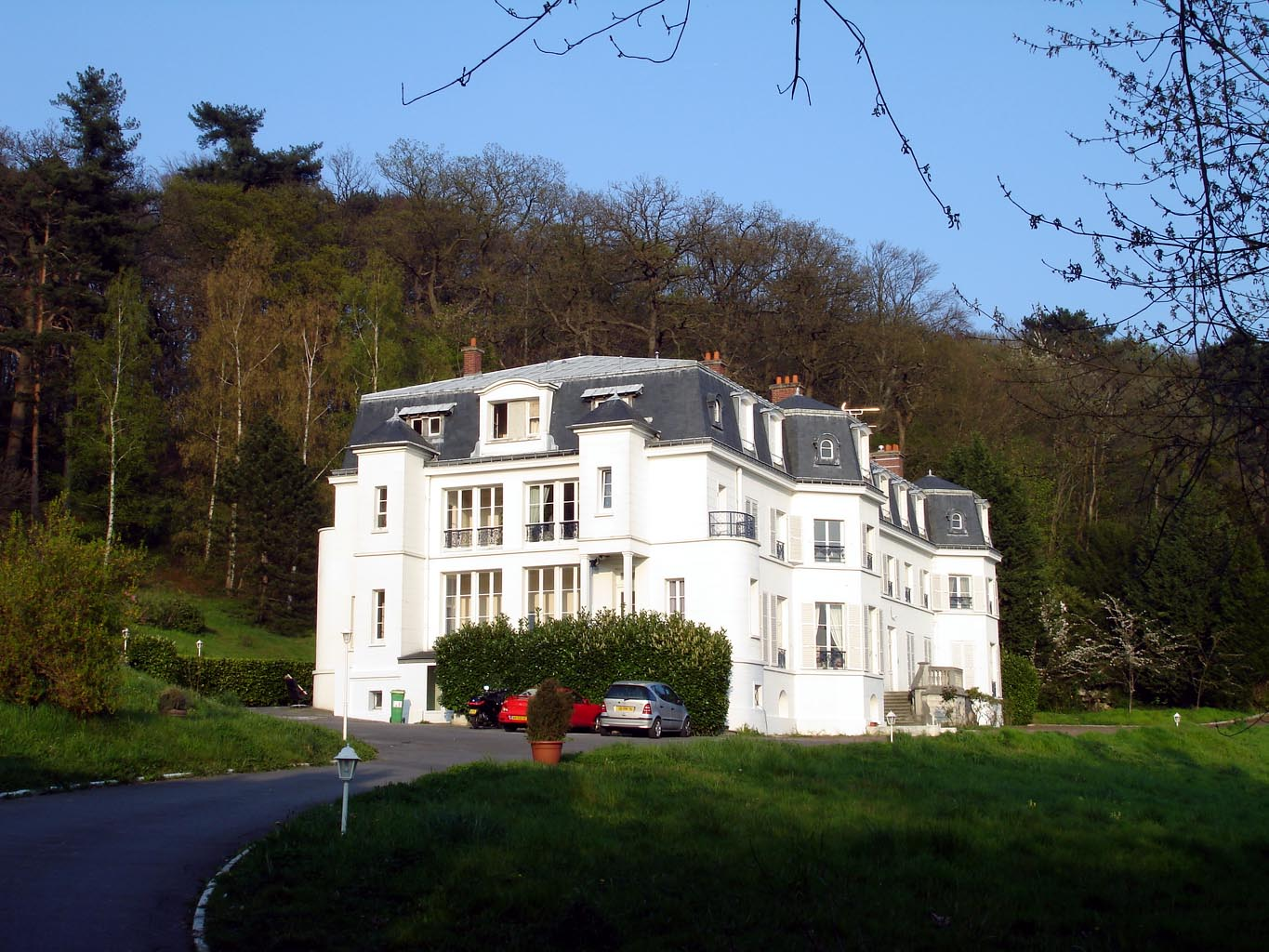
Schloss Belmont in Andilly

Das Schloss Belmont in Andilly, einer französischen Gemeinde im Département Val-d’Oise in der Region Île-de-France, wurde Ende des 16. Jahrhunderts errichtet.   

## Geschichte
Das zweigeschossige Schloss mit Dachausbau an der Nr. 4 rue Aristide-Briand wechselte öfters den Besitzer und gehörte von 1817 bis 1824 der Herzogin Claire de Duras. Danach wurde es an Talleyrand verkauft, der es seiner Nichte und Mätresse Dorothée de Courlande überließ. 
Im Laufe des 19. Jahrhunderts wurde das Gebäude im Inneren wesentlich verändert. Nach 1945 diente es als Hotel und heute ist das ehemalige Schloss in mehrere Wohnungen unterteilt.